# V487 Андромеды
V487 Андромеды (лат. V487 Andromedae) — двойная затменная переменная звезда типа Беты Лиры (EB) в созвездии Андромеды на расстоянии приблизительно 2780 световых лет (около 852 парсеков) от Солнца. Видимая звёздная величина звезды — от +11,76m до +11,6m. Орбитальный период — около 1,0407 суток.

## Характеристики
Первый компонент — жёлто-белая звезда спектрального класса F. Радиус — около 3,38 солнечных, светимость — около 16,118 солнечных. Эффективная температура — около 6290 K.
Второй компонент — жёлто-белая звезда спектрального класса F.